# Iván y Josito
Iván y Josito son un dúo musical español surgido en Lugo (Galicia) en 2001.

## Biografía
Iván y Josito empezaron siendo un dúo en 2001. Comienzan a tocar por locales de la capital lucense con tan solo tres canciones propias y un puñado de versiones intentando combinar humor y sentimiento, con letras comprometidas a la par que divertidas.
El gran salto para ser conocidos en su ciudad lo dan en el Club de arte y música Clavicémbalo, donde en su primera actuación tuvieron un rotundo éxito hasta el punto de tener que repetir actuación a la semana siguiente, dado que el aforo del local (150 personas) se les hizo pequeño. A raíz de esto, el Ayuntamiento y el resto de locales lucenses suele contar con ellos en numerosas ocasiones. 
Destacado también es el papel que tienen en el Círculo de las Artes, musicando certámenes de poesía, en las fiestas de San Froilán, y en diferentes emisoras locales tanto de radio (Cadena 100, COPE, Cadena SER, Radio Noroeste y el especial de Navidad de Radio Galega 2002), como de televisión (Localia y Canal de Monforte). 
Lugo se empezaba a quedar pequeño así que comenzaron una etapa de promoción por diferentes puntos de la geografía gallega con un amplio repertorio de canciones propias y versiones varias.

## Mundo de risa
Mundo de risa es el primer trabajo discográfico del dúo. Este primer disco grabado en los estudios Abrigueiro de Arturo Vaquero consta de 15 temas inéditos compuestos e interpretados por Iván y Josito, acompañados por un selecto grupo de músicos. 
Letras trabajadas, acompañadas de excelentes arreglos musicales y una producción musical muy depurada a cargo de un equipo profesional hacen de este disco un trabajo digno de estar en el panorama musical de estos tiempos que corren. 
Dejando a un lado el estereotipo de canción de autor de las últimas décadas, cada una de las canciones toman características de los temas del panorama pop de la actualidad para dotar de juventud y dinamismo a unas letras que no han perdido el carácter de protesta, reivindicación social y sentimiento de los pioneros de la canción de autor.
El disco lo componen estas canciones:
| 1. Dame + Color      |
| 2. Adiós             |
| 3. Linda             |
| 4. Donde va a parar  |
| 5. No deja de llover |
| 6. María pintora     |
| 7. Ía                |
| 8. Mundo de risa     |
| 9. Donde está        |
| 10. Indiferencia     |
| 11. Jaque mate       |
| 12. Sueño            |
| 13. En tu regazo     |
| 14. Otra vez         |
| 15. Petit Suise      |
| -------------------- |

## Enlaces
- Web oficial del grupo

- Datos: Q5923597